# Jezioro Śremskie
Jezioro Śremskie – jezioro morenowe na Pojezierzu Poznańskim, w pobliżu osady Śrem, w województwie wielkopolskim, w powiecie międzychodzkim, w gminie Sieraków. 

## Charakterystyka
Jezioro ma w przybliżeniu kształt owalny. Linia brzegowa jest dość dobrze rozwinięta, brzegi wysokie. Na zachodnim brzegu znajduje się las, zaś przy południowo-zachodnim krańcu jeziora wieś Chalin. Jezioro Śremskie stanowi kryptodepresję – jego dno znajduje się na głębokości 6 m p.p.m.